# Fritz Fatal
Fritz Fatal (Mikael Bonfils (aka Fritz Bonfils) (f. 1960) — dansk punk/post-punk-sanger i det legendariske band Before, der markerede sig i starten af 1980'erne. Spillede efterfølgende, fra sommeren 1983, i bandet "Mental Midgets" med bl.a. forfatteren Klaus Lynggaard som guitarist. 
Fritz Fatal var kendt og berygtet for sin vilde, intense og ekstremt hudløse optræden på startfirsernes københavnske undergrundsscene. Fritz voksede op i Ålborg, hvor han bl.a. spillede i punkbandet "Sparkplugz". Spillede før Before i den kortlivede gruppe "The Grand Illusion" med bl.a. Steen Jørgensen fra Sods og Sort Sol. Fritz udgav i 1982 kultklassikeren "A Wish Of Life" sammen med sin gruppe Before, der også udsendte to singler i henholdsvis 1981 og 1983, inden gruppen opløstes.
Fritz Fatal har senere været medlem af bands som f.eks. House Of Secrets, og udsendte i 2006 en cd på Universal Music med det gendannede Mental Midgets, en gendannelse der opstod i kølvandet af udsendelsen af en dobbelt lp på pladeselskabet Orpheus Records, der indeholdt øvebånd og demooptagelser foretaget i 1983/84. Efter opløsningen af Mental Midgets i efteråret 2006, dannede Fritz Fatal i sommeren 2008, sammen med blandt andet Niels Pind Pedersen (Pilloni Band, House Of Secrets o.m.a.), Mental Midget-pianisten Jan Deciderius og guitaristen (Mærkelige) Michael Jensen (TømrerClaus Band Of Friends m.fl.) bandet The Late Midgets, der senere skiftede navn til The Fritz. Efter Jensens afgang fra orkestret, blev guitaristen John Teglgaard (Take Off, Bifrost, Savage Rose m.fl.) medlem af orkestret, men forlod bandet i 2010. Op igennem 2010'erne spillede Fatal i flere forskellige konstellationer under navnet Fritz Fatal Band. Kernen i dette band, og den mest konstante besætning, var Michael Jensen (guitar), K (guitar, også i Pleasure Squad og CopWeaps), Pernille Sandorff (bas, også i CopWeaps), Arsene Survie (Guitar, også i Deadpan) og den gamle Mental Midget trommeslager Ole Ballund (tidliger Alligators, senere Stjernevask). Dette hold udsendte i 2021 vinylpladen "Fritzenklass - Rehearsels For Retirement" , dels med nyarrangerede alt. versioner af ældre numre, samt nyskrevne numre. 
Fritz spillede i det han selv kalder sit "heavy band", Psykopaterne[kilde mangler], et par år omkring 1988-1990. Det bestod foruden Fritz af først og fremmest Tue Pagh på guitar, som han dannede bandet med. Siden kom Kasper Tjørnelund Larsen med på bas. Dernæst lidt skiftende trommeslagere inden Andrea Sandorff kom til.
Kendetegn for Fritz Fatals lyriske virke har altid været desperation, følsomhed og søgen efter liv, lys og kærlighed.